# ليني جيمس
ليني جيمس (بالإنجليزية: Lennie James)‏ مواليد 11 أكتوبر 1965 في نوتنغهام، نوتنغهامشير، إنجلترا، هو ممثل وكاتب مسرحي إنجليزي بدأ مسيرته الفنية عام 1988.

## الأعمال
- صانع المعجزات
- صحاري
- الأيام الثلاثة القادمة
- تأمين
- انهض
- جيريكو
- اكذب علي
- ذا بريزونر
- الموتى السائرون
- ديستني
- اخشو الموتى السائرون

## وصلات خارجية
- ليني جيمس على موقع IMDb (الإنجليزية)
- ليني جيمس على موقع ألو سيني (الفرنسية)
- ليني جيمس على موقع ميوزك برينز (الإنجليزية)
- ليني جيمس على موقع أول موفي (الإنجليزية)
- ليني جيمس على موقع قاعدة بيانات الأفلام السويدية (السويدية)
- ليني جيمس على موقع قاعدة بيانات الفيلم (الإنجليزية)
- ليني جيمس على موقع كينوبويسك (الروسية)